# Adamo Boari
Adamo Boari (* 22. Oktober 1863 in Marrara bei Ferrara; † 24. Februar 1928 in Rom) war ein italienischer Bauingenieur und Architekt.

## Biografie

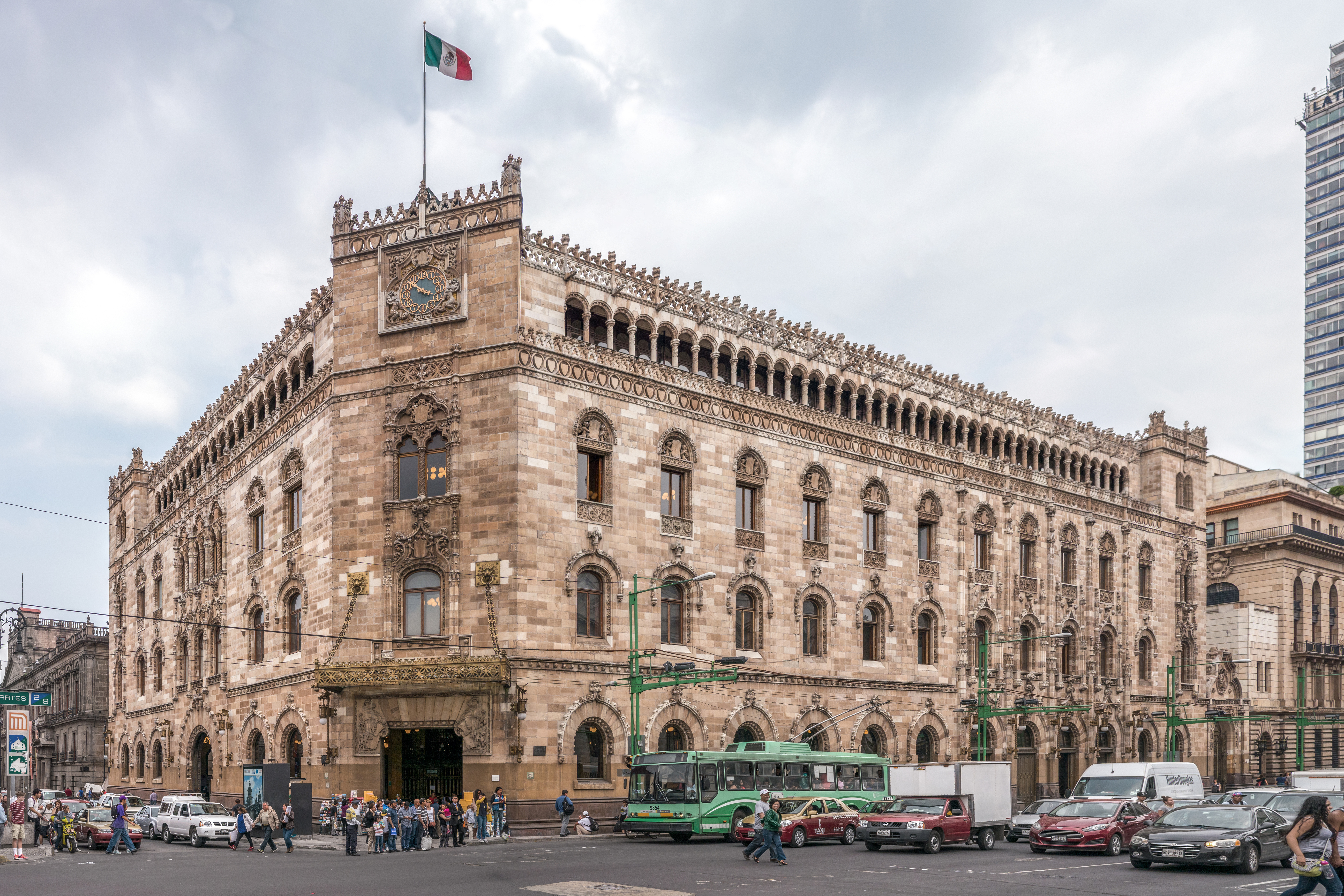
Palacio Postal in Mexiko-Stadt

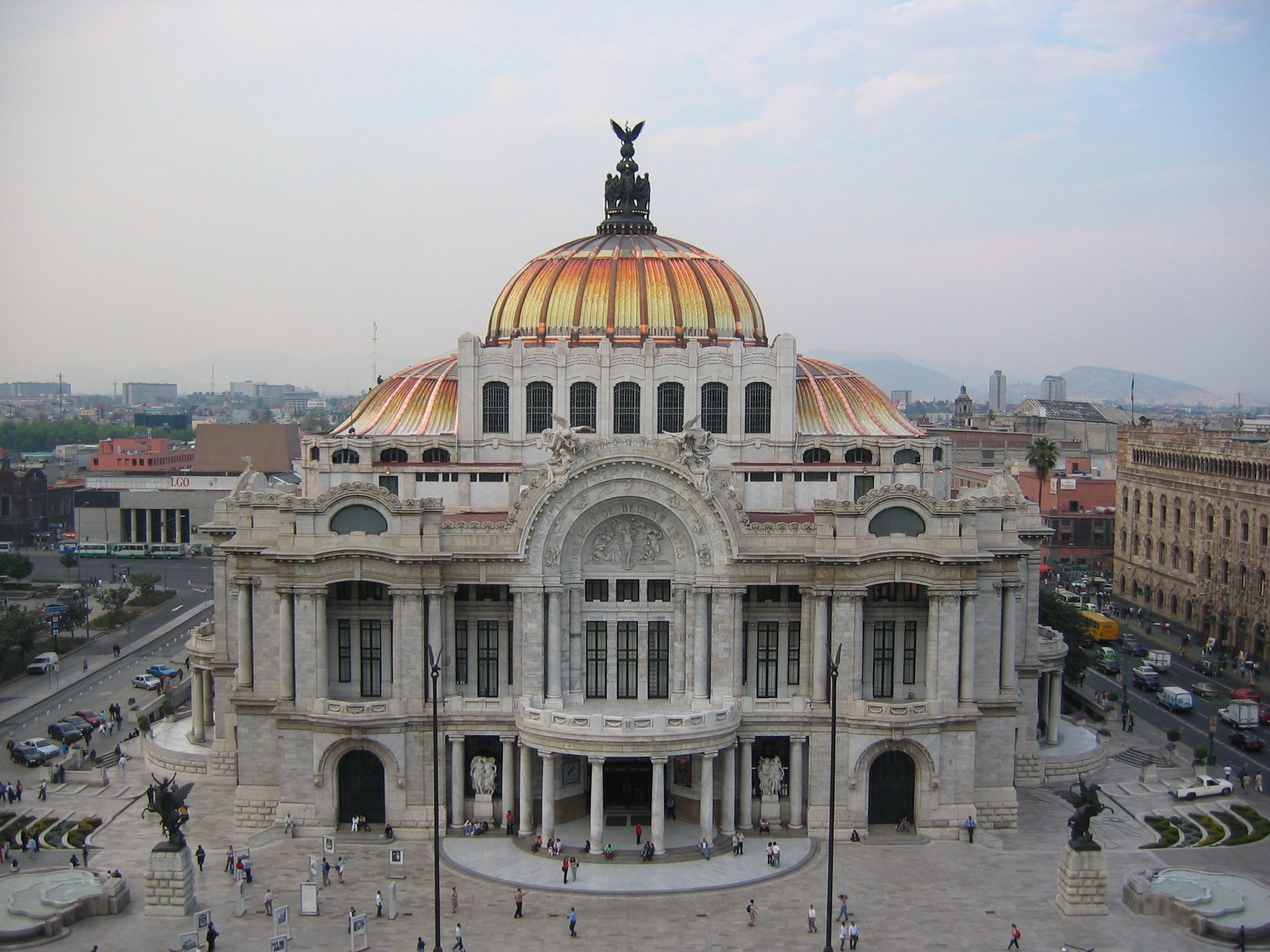
Palacio de Bellas Artes in Mexiko-Stadt

Boari studierte zunächst an der Universität Ferrara und dann an der Universität Bologna, wo er 1886 graduierte. Nachdem er in Turin einige Architektur- und Gestaltungsaufträge erledigt hatte, ging er 1889 nach Brasilien, wo er mit der Organisation einer Ausstellung beauftragt war und vor allem Buenos Aires und Montevideo bereiste. Nachdem er in Brasilien eine Gelbfiebererkrankung hinter sich gebracht hatte, ging er in die Vereinigten Staaten und ließ sich dort in Chicago nieder. 1899 bekam er die Zulassung als ausländischer Architekt, um in den Vereinigten Staaten beruflich arbeiten zu dürfen. 1903 ging er nach Mexiko, wo er sich durch die Arbeiten an mehreren Kirchen (1898), des „Templo Expiatorio“ (1999; dt.: Sühnetempel)  und eines Denkmals für den Diktator Porfirio Díaz (1900) einen Namen machte. Hierauf wurde er von Díaz mit dem Bau des Palacio de Bellas Artes (dt.: „Palast der schönen Künste“) und des Palacio Postal (dt.: „Post-Palast“) in Mexiko-Stadt beauftragt. Einige der Planungsarbeiten erledigte er im Studio von Frank Lloyd Wright. Der Palacio Postal wurde 1907 fertiggestellt. Obwohl Boari mit dem Bau des Palacio de Bellas Artes bereits 1901 begonnen hatte, konnte er ihn aufgrund der beginnenden mexikanischen Revolution und der damit zusammenhängenden technischen und wirtschaftlichen Schwierigkeiten selbst nicht fertigstellen. 1916 ging er zurück nach Italien, dort zunächst nach Rom. In Italien wurde er zufälligerweise in seiner Heimatstadt mit der Projektleitung des Neuen Theaters von Ferrara beauftragt, das sein Bruder Sesto dann fertigstellte. Einige Elemente dieses Theaters erinnern an das mexikanische Nationaltheater im Palacio de Bellas Artes.
Die Fertigstellung des Palacio de Bellas Artes erfolgte erst nach dem Tode Boaris im Jahr 1934.